# Alluaudomyia quinquenebulosa
Alluaudomyia quinquenebulosa är en tvåvingeart som beskrevs av Wirth och Mercedes Delfinado 1964. Alluaudomyia quinquenebulosa ingår i släktet Alluaudomyia och familjen svidknott. Inga underarter finns listade i Catalogue of Life.